# Nicolepeira
Nicolepeira is een geslacht van spinnen uit de  familie van de wielwebspinnen (Araneidae).

## Soorten
- Nicolepeira bicaudata (Nicolet, 1849)
- Nicolepeira flavifrons (Nicolet, 1849)
- Nicolepeira transversalis (Nicolet, 1849)